# Nguyễn Văn Hiếu (nhà ngoại giao)
Nguyễn Văn Hiếu (4 tháng 4 năm 1906 – 23 tháng 9 năm 1995) là anh cả của cựu Tổng thống Việt Nam Cộng hòa Nguyễn Văn Thiệu, là luật sư và nhà ngoại giao Việt Nam Cộng hòa, từng giữ chức Đại sứ Việt Nam Cộng hòa tại Úc, New Zealand, Ý, Tây Ban Nha và Hy Lạp.

## Tiểu sử
Nguyễn Văn Hiếu sinh ngày 4 tháng 4 năm 1906, tại thành phố Phan Rang, tỉnh Ninh Thuận, Liên bang Đông Dương.
Hồi còn trẻ ông được đào tạo chuyên ngành luật ở Paris nước Pháp rồi về sau ra trường hành nghề luật sư. Dưới thời Pháp thuộc, ông làm công chức trong chính quyền thuộc địa.
Tháng 12 năm 1963, ông được bổ nhiệm làm Đại sứ Việt Nam Cộng hòa tại Úc. Ngày 17 tháng 3 năm 1964, ông làm lễ nhậm chức, và trình quốc thư lên chính phủ Úc vào tháng sau. Ông từ chức vào ngày 10 tháng 10 năm 1966 sau hai năm làm đại sứ tại đây.
Ngoài ra, ông còn giữ chức vụ Đại sứ Việt Nam Cộng hòa tại Ý, Hy Lạp và Tây Ban Nha.
Nguyễn Văn Hiếu qua đời ngày 23 tháng 9 năm 1995 tại thành phố Houston, bang Texas, Hoa Kỳ.